# Bătălia de la Pharsalus

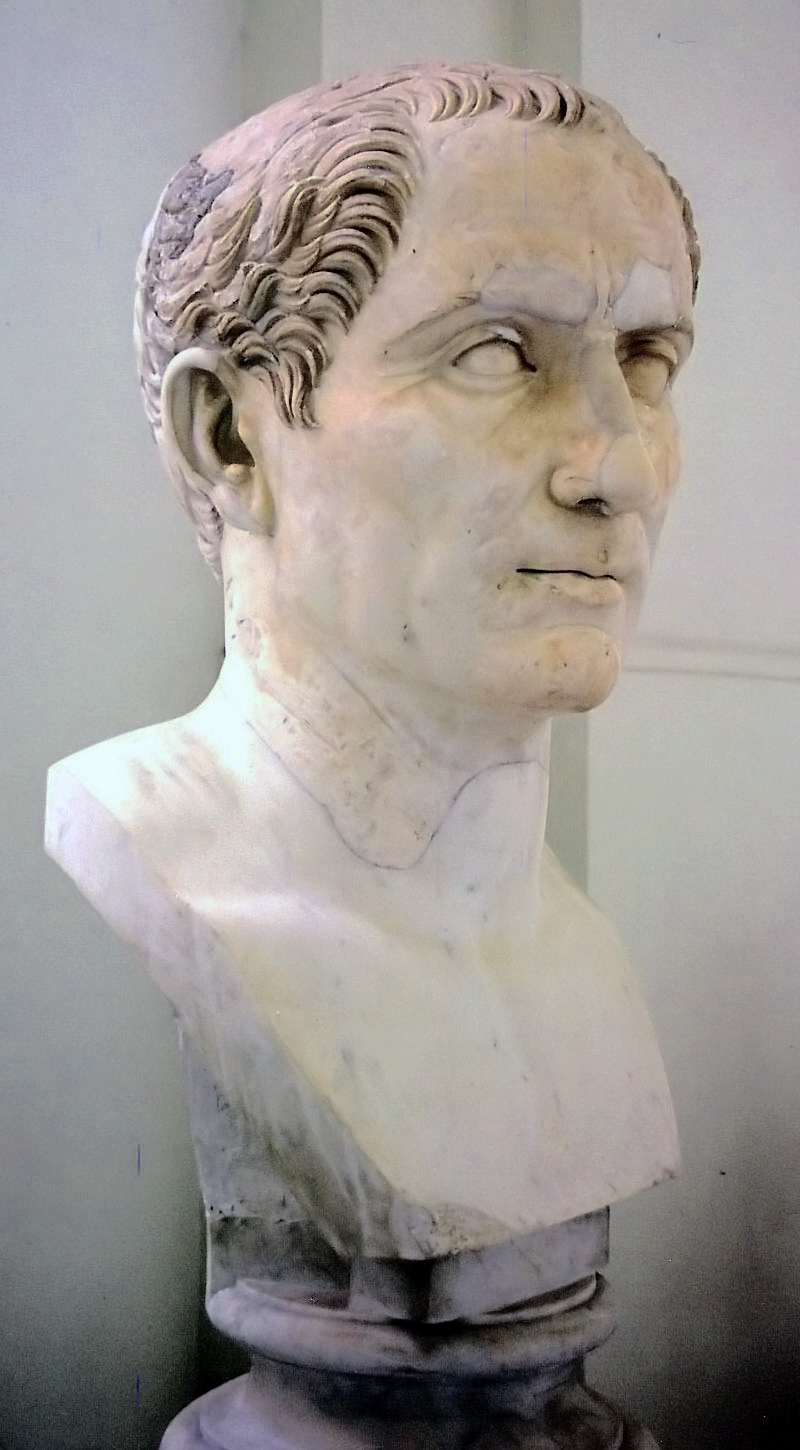
Iulius Cezar

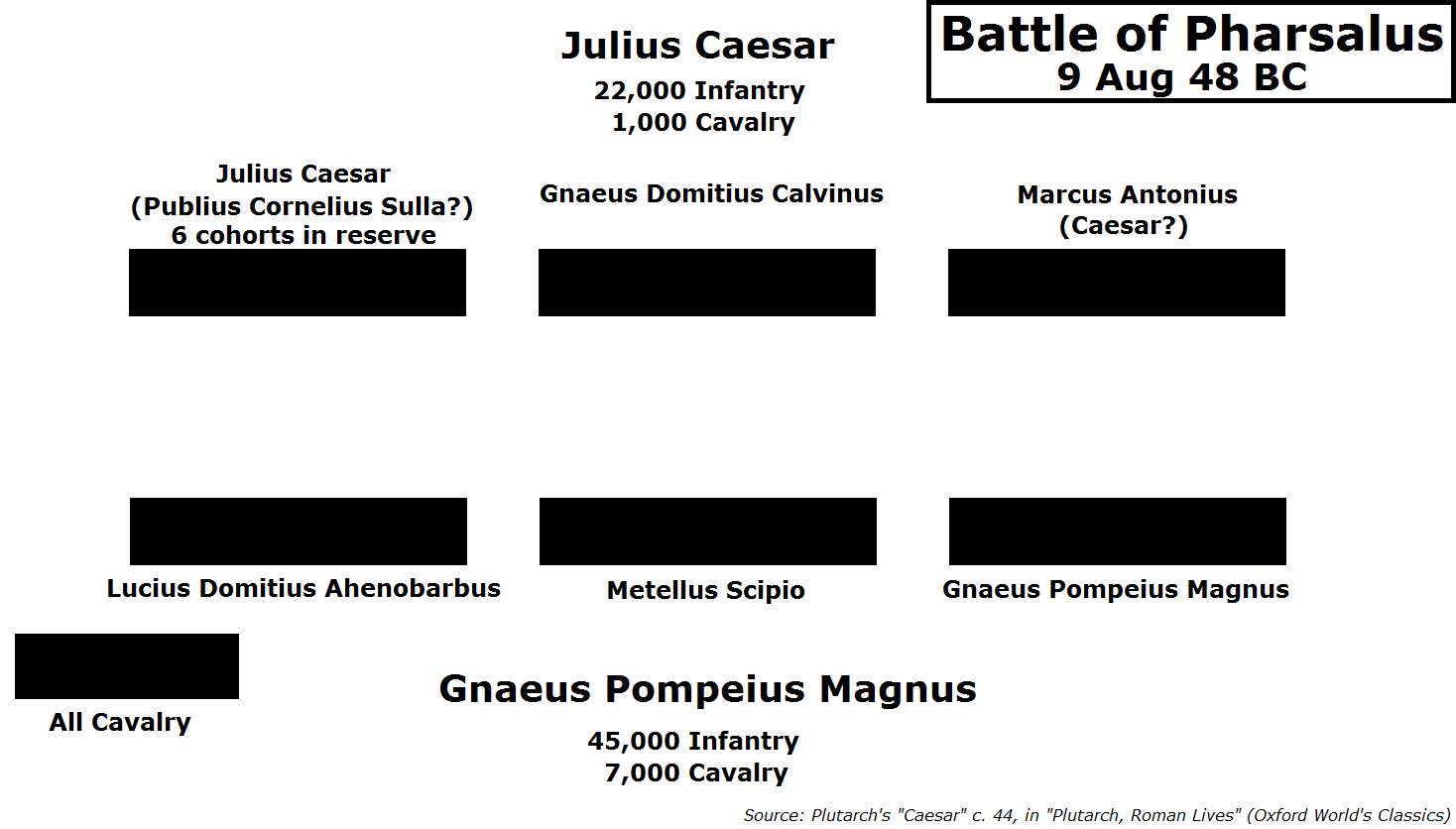
Așezarea armatelor în Bătălia de la Pharsalus, potrivit lui Plutarch.

Bătălia de la Pharsalus a fost o luptă decisivă din timpul Războiului civil roman al lui Cezar încheiată cu victoria lui Iulius Cezar (care conducea forțele pro-populare) împotriva forțelor pro-aristocratice ale lui Pompei și ale Senatului roman. A avut loc pe 9 august 48 î.Hr. la Pharsalus, în centrul Greciei.

## Combatanți
Cezar a avut următoarele legiuni de partea sa:
- Legiunile de veterani din Războaiele galice: legiunea favorită a lui Cezar, a X-a Equestris, și cele care mai târziu au fost cunoscute sub numele a VIII-a Augusta, a IX-a Hispana și a XII-a Fulminata
- Legiunile create pentru războiul civil – legiuni mai târziu cunoscute sub numele de I Germanica, a III-a Gallica și a IV-a Macedonica

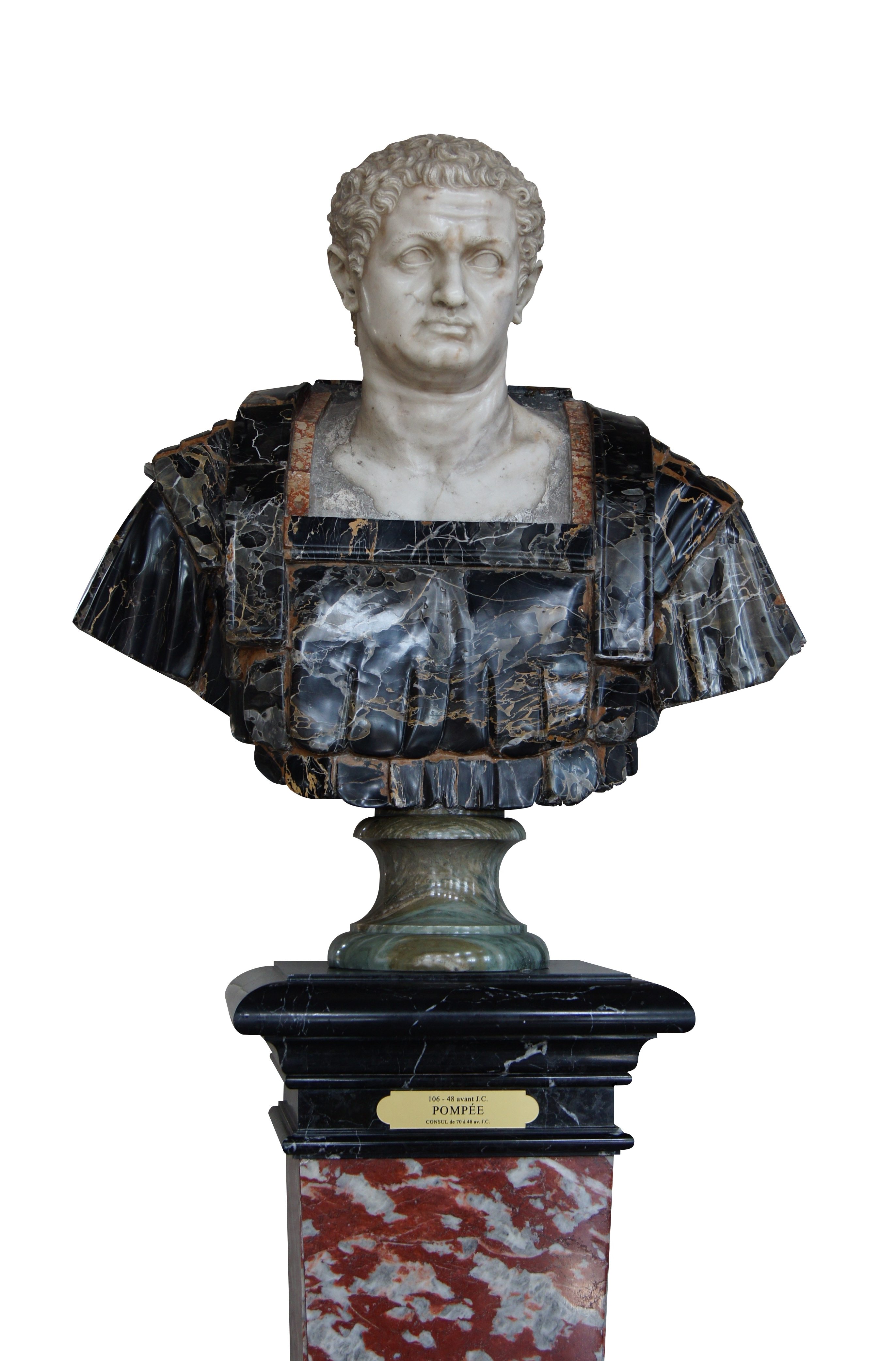
Pompei

## Preludiu
După ocuparea Romei și a Corfinium-ului, era de preferat apropierea de adversar prin marșuri indirecte. În felul acesta i-ar fi abătut atenția și l-ar fi putut surprinde într-o poziție critică, terminând luptele cu Pompei într-o singură campanie. Se poate că, datorită firii impetuoase, Cezar să fi ratat o asemenea alternativă, dar în calculul său se poate să fi intrat elemente necunoscute nouă. În fața ofensivei lui Cezar, Pompei și senatul trec Adriatica în Grecia. Cezar revine la Roma, îl numește pe Marc Antoniu comandantul trupelor din Italia, trimite o legiune în Sicilia, alta în Sardinia pentru a asigura aprovizionarea Italiei, lângă Marsilia legiunile din Galia. Primul obiectiv militar era cucerirea Spaniei. Aici se afla temeiul puterii militare a lui Pompei. Dacă se angaja în urmărirea adversarului în Grecia, legiunile din Spania puteau veni pe mare fie în Italia, fie în Grecia. Plecând în Spania, Cezar rezuma lapidar strategia lui: „Mă duc să lupt cu o armată fără general, pentru a reveni ca să lupt cu un general fără armată". El miza pe activitatea dușmanului său. Calculele sale nu l-au înșelat. În Spania, unde comandau Afranius și Varron, doi locotenenți ai lui Pompei, reușește să câștige campania prin manevre care duc la izolarea adversarului și imposibilitatea acestuia de a se aproviziona. Afranius capitulează. Succesul lui Cezar se implică prin caracterul războiului pe care îl duce. Cum aprecia Napoleon: ca să anihileze o armată egală cu a sa, este un rezultat care nu poate fi obținut decât în războaiele civile. Varron, cel de-al doilea locotenent a lui Pompei in Spania, se supune lui Cezar, pentru că locuitorii și legiunile lui doreau acest lucru. Cezar lasă patru legiuni în Spania, revine în sudul Galiei, asediază Marsilia și o supune.

## Bătălia de la Dyrrachium
Prin supunerea Spaniei, Cezar avea spatele acoperit și libertatea să pornească împotriva lui Pompei care se află la Dyrrachium. Acesta reușește să strângă nouă legiuni (36.000 de oameni) – alte două legiuni veneau în sprijinul său din Siria - ,7.000 de călăreți, 3.000 de arcași și 1.200 prăștieri. Pentru a-l ataca pe Pompei, Cezar avea două posibilități: să pornească pe uscat sau pe mare. Drumul pe uscat îi oferea avantajul că se putea deplasa cu toate forțele în siguranță. Pe mare, flota lui Cezar era inferioară numeric, nu putea transporta decât jumătate din trupele sale. Cezar, în ciuda dezavantajelor, se hotărăște să traverseze Adriatica. 
4 ianuarie, anul 48 î.e.n. Cezar trece jumătate din armata lui (20.000 pedestrași și 600 de călăreți fără provizii) și trimite flota să-l aducă pe Marc Antoniu cu restul. Pompei nu-și imagina o acțiune atât de îndrăzneață. Revine la Dyrrachium cu cea mai mare parte a trupelor, dar nu-l atacă pe Cezar, cu toată superioritatea numerică a trupelor sale. Între timp, o parte din flota lui Cezar este distrusă; Marc Antoniu reușește totuși să se îmbarce și să-i aducă lui Cezar legiunile rămase în Italia. Pompei, lent, nu poate împiedica joncțiunea dintre cele două armate. Cezar încearcă să-l încercuiască pe adversarul său cu valuri de pământ; acțiune dificilă, pentru că oastea acestuia era mai numeroasă și ocupa un spațiu prea mare pentru a putea fi izolată complet de mare sau de restul țării. Pompei este constrâns să dea lupta și o câștigă în iulie 48 î.e.n. datorită grabei cu care Cezar voia să-l bată. Pompei are acum șanse să treacă în Italia – flota lui Cezar fusese complet distrusă -, dar Cezar, simțind pericolul, pornește împotriva lui Scipio, locotenentul lui Pompei, care se află în Macedonia. 

## Bătălia finala
Pompei îl urmărește pe Cezar, face joncțiunea cu Scipio și la Pharsalus se hotărăște să primească lupta decisivă cu adversarul său. Senatorii îi cereau acest lucru. Victoria de la Dyrrachium constituia un îndemn, ca și superioritatea numerică a trupelor sale. Cezar avea 80 de cohorte ( 8 legiuni), adică 22.000 de pedestrași și 1.000 de călăreți. Pompei avea 45.000 de pedestrași și 7.000 de călăreți, adică 110 cohorte.
Câteva cuvinte despre noua organizare a armatei romane. Marius a dat posibilitatea să intre în rândurile armatei voluntari recrutați din rândurile păturii servile, ca și dintre străini. Se produc schimbări în organizarea legiunii. Până la Marius legiunea era dispusă pe trei rânduri, unitatea de bază constituind-o manipulum. Spațiul dintre unități reprezenta totuși un inconvenient pe câmpul de luptă. Marius organizează legiunea în trei linii formate din cohorte, o cohortă având 5 manipule. O cohortă are 600 de soldați. O legiune (6.000 de oameni) are 10 cohorte. Cohortele erau dispuse: 4 în prima linie, 3 în linia a doua, trei în linia a treia. Distanța dintre cohorte era micșorată. Cavaleria legiunilor este desființată și se formează unități noi, alcătuite din străini. 
La Pharsalus, Cezar își dispune trupele în funcție de teren, dar și de superioritatea numerică, ,mai ales în cavalerie, a adversarului său. Lasă două cohorte pentru apărarea taberei, iar pe cele 78 de cohorte le așează în modul următor: aripa stângă comandată de Marc Antoniu se sprijină pe râul Enipeus, care are maluri abrupte; pe această parte nu se pot face manevre; la centru comandă Domițius Calvinius, iar pe aripa dreaptă – Publius Sulla. Infanteria este așezată pe trei rânduri, rândul al treilea mai retras formând o rezervă a întregii armate. Punctul nevralgic al frontului era aripa dreaptă. Pe aici se putea manevra și Pompei își așezase cavaleria în fața acestei aripi. Cezar se temea de un atac de învăluire dat de această cavalerie. Pentru a preîntâmpina orice dezordine, își așază propria cavalerie (1.000 de oameni) pe această aripă; în spatele cavaleriei, oblic sunt așezate 6 cohorte de elită. Cezar dă instrucțiuni speciale cavaleriei și acestei rezerve pe care adversarul nu avea cum să o vadă (se afla în spatele călărimii), explicându-le oamenilor că soarta luptei depinde de felul cum se vor comporta ei. Era evident că 1.000 de călăreți cu greu puteau suporta șocul a 7.000, de aceea, în momentul în care acești 1.000 de călăreți erau constrânși să se retragă, cele 6 cohorte trebuiau să atace din flanc cavaleria inamică. De asemenea, Cezar dă dispozițiuni ca linia a treia să nu intre în acțiune decât la porunca lui. De altfel, întreaga armată urma să înceapă lupta la semnalul generalului său. Această  organizare minuțioasă a frontului, faptul că fiecare unitate știe exact ce misiune are, pun în evidență calitățile deosebite ca tactician pe care le are Cezar.
Pompei își așază oastea cu aripa dreaptă sprijinindu-se pe râul Enipeus, sub comanda lui Lentulus, centrul sub comanda lui Scipio și arpa stângă sub comanda lui Ahenobarbus. Pe aripa stângă este așezată călărimea, 7.000 de oameni plus arcașii și aruncători cu praștia de sub comanda lui Labienus. Nici o dispoziție specială, în privința desfășurării bătăliei. Superior numericește, Pompei considera firesc să înfrângă cavaleria inamică și să atace flancul și spatele armatei lui Cezar. Se aștepta să obțină o victorie comodă. 
9 august, anul 48 î.e.n. Liniile lui Pompei stau imobile. Cezar, care se aștepta să fie atacat, avansează primele două lini, le oprește la jumătatea distanței care depășea cele două armate și, văzând că adversarul nu se clintește pornește el, primul la atac. Abia acum șarjează călărime lui Pompei. Călăreții lui Cezar se retrag în ordine, cele șase cohorte de elită atacă în flanc, din fața și cavaleria lui Pompei este împrăștiată. Arcașii și prăștierii sunt masacrați. Între timp cele două infanterii angajaseră lupta pe tot frontul. Pompei comite greșeala și angajează toată pedestrimea. Soldații lui Cezar, mai bine antrenați, mai rezistenți, se luptă de la egal la egal cu un adversar mai numeros și când oboseala cuprinde amândouă tabere, Cezar aruncă în luptă linia a treia, pe care o păstrase în rezervă. Din flanc atacă și cele șase cohorte care participaseră inițial la respingerea cavaleriei adverse. Centrul oștii lui Pompei cedează și lupta este pierdută. 

## Urmări
Cu mult mai înainte Pompei fugise în tabără. Cezar, neobosit, își îndeamnă oamenii sa-i urmărească pe fugari, sa-i încercuiască pe alții; el pierde 200 de oameni, adversarul 15.000 de morți și răniți, restul cazând prizonieri sau supunându-se învingătorului. Pompei se suie pe o corabie și fuge în Egipt, Cezar îl urmărește, dar Pompei este asasinat prin decapitare chiar când pășește pe pământ egiptean. 

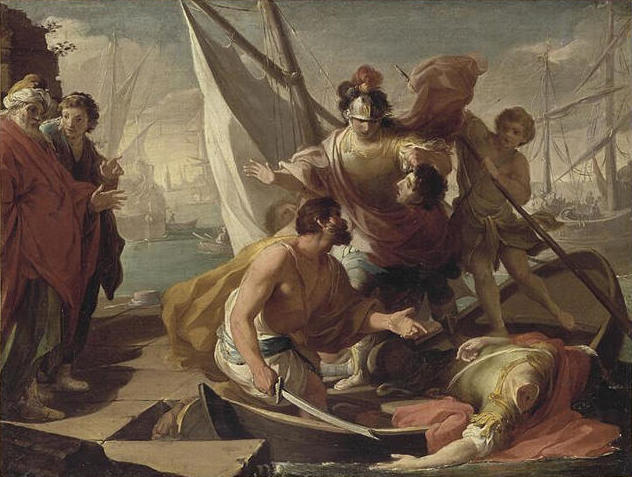
Moartea lui Pompei